# خودکشی جانوران
خودکشی جانوران، به بررسی هر گونه رفتار نابودکننده خود که از جانوران غیر از انسان سر می‌زند و به گونه‌ای به عمل خودکشی شباهت دارد، می‌پردازد. با وجود آنکه اعتقاد رایج بر این است که انسان تنها موجودی است که با علم به پی‌آمد خودکشی دست به این کار می‌زند، گفته می‌شود که گاهی برخی حیوانات خانگی که جفتشان را از دست داده‌اند، اقدام به نابودی خود کرده‌اند. همچنین برخی جانوران تک‌همسر پس از مرگ جفتشان از خوردن غذا امتناع می‌کنند. دیده شده است که برخی جانوران عمداً خود را از صخره‌ای به پایین پرتاب کرده‌اند.
برخی گونه‌های انگل با زیر اثر گذاشتن رفتار میزبانشان، سبب می‌شوند که میزبان خود را بیش‌تر در معرض خطر شکار شدن قرار دهد تا انگل بتواند به چرخه بعدی زندگی خود در بدن شکارچی منتقل شود. برخی مورچه‌های درودگر و موریانه‌ها در یک رفتار نابودگرانه، گونه‌ای ماده چسبناک از خود ترشح می‌کنند تا غارتگران کلونی را به دام می‌اندازند و شته‌های نخودفرنگی گاهی به جهت محافظت از دیگر همنوعانشان از حمله کفشدوزک‌ها، خود را منفجر می‌کنند.

## بررسی‌ها
هنوز موارد قطعی و دارای اتفاق آرا در مورد خودکشی جانوران غیرانسانی وجود ندارد. این به دلیل بسیاری از مؤلفه‌های خودکشی وجود دارد که مشاهده تجربی آنها بدون سوگیری تفسیری دشوار است. یک جانور باید از وجود خود به عنوان متمایز از سایر افراد آگاه و درک درستی از مرگ و میر داشته باشد تا متوجه شود که خودکشی یک امکان است. برای انتخاب مرگ برای خود، جانور باید در مورد خودش و اینکه می‌تواند بمیرد بداند. همچنین برای اینکه بخواهد بمیرد نیاز به مفهومی از آینده دارد. هر یک از این الزامات به‌طور مستقل مورد مطالعه قرار گرفته‌اند و شواهدی وجود دارد که برخی جانوران به صورت مجزا قادر به درک هر یک هستند. آزمون آینه در حال حاضر برای تعیین اینکه آیا یک جانور مفهومی از خود دارد یا خیر استفاده می‌شود. اعتقاد بر این است که برخی جانوران، مانند برخی از گونه‌های آب‌بازسانان و نخستی‌سانان، مفهوم مرگ را به اندازه کافی درک می‌کنند.

### مدل جانوری خودکشی
چندین عامل خطر برای خودکشی، مانند اعتیاد، افسردگی و PTSD، در گذشته به‌طور مستقل در جانوران مدل‌سازی شده‌اند. این مدل‌های جانوری به دانشمندان اجازه می‌دهد تا علوم اعصاب پشت این اختلالات را مطالعه و همچنین درمان‌های بالقوه و مورد نیاز را کشف کنند. در حالی که برخی اعتقاد بر این دارند که نشان دادن خودکشیِ جانور در آزمایشگاه امکان‌پذیر بوده، اخلاق زیستی، برای ترغیب جانور به کشتن خود، همچنان مورد بحث است.

## رفتار خودکشی‌مآبانه
باور عمومی بر این است که انسان، تنها گونه جانوری است که می‌تواند با قصد و دانش قبلی دست به نابودی خود بزند. این در حالی است که نمونه‌هایی از جانوران وجود دارند که برای حفاظت از خانواده یا کندوی خود اقدام به از بین برد خویش می‌کنند. البته این اقدام هیچ‌گاه با قصد یا دانش قبلی نسبت به مرگ صورت نمی‌گیرد.
برخی جانوران که به ظاهر به افسردگی یا غم شدید دچارند، رفتارهای خود-نابودگران از خود بروز می‌دهند که گاهی به مرگ منتهی می‌شود. در ۱۸۴۵ روزنامه مصور لندن گزارش کرد که سگی در نیوفوندلند، در پی رفتارهای حاکی از عدم تمایل به ادامه زندگی، «خود را به داخل آب پرتاب کرده و سعی در غرق نمودن خویش داشته‌است». هر بار که می‌خواستند او را نجات دهند، این رفتار را تکرار می‌کرده تا آنکه آن قدر سر خود را زیر آب نگه داشته که در نهایت منجر به خفگی و مرگش شده‌است. دیده شده که سگ‌های دیگر نیز چون اردک‌ها خود را غرق کرده‌اند. گزارش شده که یک اردک نیز پس از مرگ جفتش، چنین رفتاری از خود نشان داده‌است. در پل اورتاون در اسکاتلند، سگ‌های بسیاری دیده شده‌اند که به قصد خودکشی خود را از بالای آن به پایین پرتاب می‌کرده‌اند. البته اکنون دانشمندان این رفتار را به سبب جذب شدن سگ‌ها به بوی سمورها و راسوها مرتبط دانسته‌اند. مشاهده شده که برخی سگ‌ها پس از مرگ صاحبشان، آن قدر از خوردن غذا امتناع می‌کنند تا آن‌ها هم بمیرند. در سال ۲۰۰۹، ۲۸ گاو و گاومیش، خود را به گونه‌ای رازآلود از فراز صخره‌ای در آلپ سوئیس و طی سه روز به پایین پرتاب کردند. یک آهوی کوهی، برای آنکه به دام سگ‌های شکاری نیفتد، خود را از صخره‌ای به پایین پرتاب کرد. رفتارهای خودکشی‌مآبانه بیش‌تر میان جانوران نر دیده شده تا ماده و همچنین، بی‌مهرگان، بیش از مهره‌داران.
خودکشی جانوران در طول تاریخ، همچون خودکشی انسان در نظر گرفته می‌شد. در قرن نوزدهم، خودکشی جانوران را به سبب مورد سوء استفاده واقع شدن، دیوانگی، عشق یا وفاداری، همچون دلایل خودکشی انسان‌ها، در نظر گرفته می‌شد. با آنکه تعیین انگیزه جانوران از بروز رفتارهای خود-نابودگرانه، دشوار است، برخی ویژگی‌های خودکشی‌های انسانی را می‌توان به قطعیت، به خودکشی جانوران نیز نسبت داد. دانشمندان از توضیح اینکه آیا جانوران قادرند با آگاهی و قصد قبلی به زندگی خود پایان دهند یا خیر، ناتوانند.

## نابودی خود
مورچه‌های درودگر و برخی گونه‌های موریانه در جریان عملی به نام خود-انفجاری غدد خود را منفجر می‌کنند. موریانه‌ها از این عمل برای دفاع از کلونی خود بهره می‌برند. با ترکیدن غده‌هایشان نوعی ماده چسبناک ترشح می‌شود که راه را بر جانوران حمله‌کننده می‌بندد. شته‌های نخودفرنگی چنانچه توسط کفش‌دوزک‌ها مورد تهدید قرار گیرند، با انفجار خود باعث حفاظت از دیگر شته‌ها و حتی کشتن کفش‌دوزک‌های متخاصم می‌شوند.

## انگل‌های خودکش
برخی گونه‌های انگل سبب می‌شوند میزبانشان به گونه‌ای، رفتار خودکشی‌مآبانه از خود نشان دهد. به‌طور مثال راسته خارسرتباران سبب می‌شوند میزبانشان رفتاری از خود بروز دهد که به آسانی توسط شکارچی شکار شده تا آن‌ها بتوانند در بدن شکارچی تازه به زاد و ولد و انتقال نسل بپردازند. گونه‌ای کرم انگلی به نام اسپینوکورودودِس تِلینی در بدن ملخ و جیرجیرک رشد کرده تا کاملاً بالغ شود. پس از آنکه به بلوغ کامل رسید، میزبان را مجبور می‌کند به داخل آب بپرد و خودکشی کند تا این کرم انگلی بتواند در آب زایش کند. با این حال تِلینی تنها می‌تواند زمانی که میزبانش در اطراف آب باشد، چنین رفتاری بروز دهد.
تصور می‌شود آلوده شدن موش‌ها توسط توکسوپلاسما گوندی باعث تغییر رفتارشان به سمت آسان شکار شدن توسط گربه‌ها می‌شود. موش‌های آلوده تمایل بسیار کم‌تری برای فرار از قلمرو گربه‌ها که توسط بو یا ادرار آن‌ها تعیین شده دارند. این در حالی است که موش‌های سالم به سرعت از هر مکان که به گونه‌ای بوی گربه بدهد فرار می‌کنند.

## باورهای نادرست
یک باور نادرست رایج این است که موش‌های قطبی حین مهاجرت، اقدام به خودکشی گروهی می‌کنند. این باور نادرست نخست در رسانه‌ها و از دهه ۱۹۵۰ پدیدار شد. شاید یکی از دلایل رواج این باور فیلم برنده اسکار شرکت والت دیزنی به نام برهوت سفید باشد که در صحنه‌ای از آن، موش‌های قطبی در زمان مهاجرت در حال پریدن از روی صخره‌ها نشان داده می‌شوند.
همچنین برخی تصور می‌کنند که عقرب چنانچه در میان آتش محصور شود، دم خود را بر بالای سرش می‌برد و نیش را درون سرش فروکرده و خودکشی می‌کند. اما این باوری نادرست و بدون پایه علمی است. در حقیقت عقرب وقتی در میان آتش محصور می‌شود با حرکات نیش زدن به اطراف می‌خواهد از خود دفاع کند و به عبارتی هر آنچه که در مقابلش است را نیش بزند و در این موقع نیز می‌خواهد آتش را نیش بزند. برای اطلاعات بیش‌تر خودکشی عقرب‌ها را بنگرید.